# 톰 로런스
토머스 '톰' 모리스 로런스(영어: Thomas Morris Lawrence, 1994년 1월 13일 ~ )은 웨일스의 축구 선수이다. 현재 레인저스 소속이며, 포지션은 윙어다.
그는 2014년 5월 6일, 헐 시티와의 리그 경기에서 제임스 윌슨과 선발 출전하여 데뷔전을 치렀다.
그 이후, 맨유를 떠나 레스터 시티로 이적하였다.